# Kleines Theater in der Praterstraße

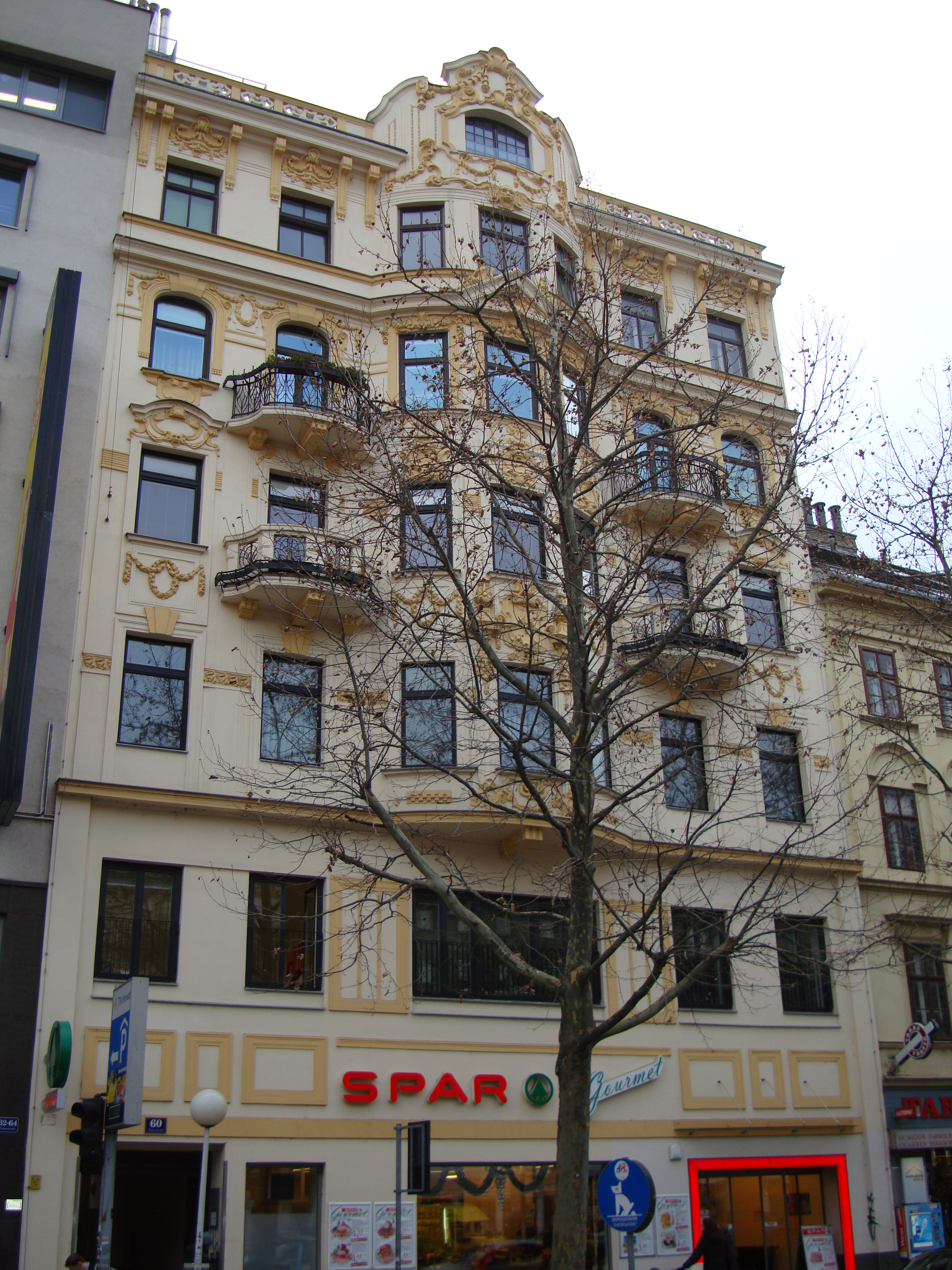
Kleines Theater in der Praterstraße, ehemaliger Standort in der Praterstraße 60

Das Kleine Theater in der Praterstraße war ein 1933 eröffnetes Theater in der Praterstraße 60 im 2. Wiener Gemeindebezirk Leopoldstadt.
Heute befindet sich in dem Gebäude ein Supermarkt.

## Geschichte
Zunächst als Jüdische Bühne gegründet, nannte der Piscator-Schüler Ernst Lönner sein Ensemble später Kleines Theater in der Praterstraße. Er leitete in dem Haus eine Avantgardebühne, die sich als politisch-ambitionierte Institution verstand.
Auf dem Spielplan standen Stücke von Ödön von Horváth, André Gide, Jaroslav Hašek und František Langer. Als Eröffnung zeigte das Kleine Theater die Uraufführung von Jaroslav Hašeks Die Moldau-Schiffer, an der das ganze Ensemble beteiligt war, darunter auch Carl Merz (der spätere Co-Autor von Helmut Qualtinger), Marianne Gerzner und Gustav Manker, der als Bühnenbildner am Theater arbeitete. Im November 1935 kam es in der Regie von Ernst Lönner zur österreichischen Erstaufführung von Ödön von Horvaths Kasimir und Karoline (Bühnenbild: Gustav Manker, Musik: Josef Carl Knaflitsch). Die Weihnachtspremiere 1935 war das Aktiengesellschaftsspiel Onkel Emil, Onkel Kuno und der Onkel Hannibal von Kurt Braun, eine Mischung aus Satire, Groteske, Lustspiel und Posse. Die nächste Premiere war eine musikalische Clownkomödie im Zirkusmilieu, Tross und Tobby von Norbert Garai, einem der erfolgreichsten jüdischen Theaterautoren Wiens der 1920er und 1930er Jahre.